# ハートレー変換
数学の分野におけるハートレー変換（ハートレーへんかん、英語: Hartley transform）は、フーリエ変換と非常に関係の深い、実数値関数を実数値関数へと写す積分変換である。1942年、ラルフ・ハートレーによりフーリエ変換の代替的なものとして提唱され、多くの知られているフーリエ関連変換の内の一つとなった。フーリエ変換と比較して、ハートレー変換には実関数を実関数へと変換し、逆変換がそれ自身となるという長所がある。
1983年、ロナルド・ブレイスウェルによりこの変換の離散版である離散ハートレー変換が考案された。
二次元のハートレー変換は、光学フーリエ変換と同様なあるアナログ光学処理によって計算される。その利点として、複素フェーズよりも振幅と符号のみが必要とされる、ということが提唱されている。しかし、光学ハートレー変換は未だ広く利用されてはいないようである。

## 定義
実数値関数 f(t) のハートレー変換は
{\displaystyle H(\omega )=\left\{{\mathcal {H}}f\right\}(\omega )={\frac {1}{\sqrt {2\pi }}}\int _{-\infty }^{\infty }f(t)\,{\mbox{cas}}(\omega t)\mathrm {d} t}
により定義される。ここで、応用の場面での {\displaystyle \omega } の意味は角周波数であり、
{\displaystyle {\mbox{cas}}(t)=\cos(t)+\sin(t)={\sqrt {2}}\sin(t+\pi /4)={\sqrt {2}}\cos(t-\pi /4)\,}
は「余弦正弦（cosine-and-sine）」あるいは「ハートレー核」と呼ばれるものである。工学において、この変換は信号（関数）を時間領域からハートレースペクトル領域（周波数領域）へと写す。

### 逆変換
ハートレー変換は、それ自身が逆変換（対合）であるという便利な性質を持つ。すなわち
{\displaystyle f=\{{\mathcal {H}}\{{\mathcal {H}}f\}\}}
が成立する。

### 慣例
上述の定義はハートレーによる元々の定義と一致するものである。しかし、様々な些細な点が慣例上の問題となっており、それらは本質的な性質を脅かすことなく変更することも出来る:
- 元の変換と逆変換を等しいものとする代わりに、元の変換から係数 {\displaystyle {1}/{\sqrt {2\pi }}} を除き、その代わりに逆変換に係数 {\displaystyle {1}/{2\pi }} を付けることも出来る。あるいは、実際、積が {\displaystyle {1}/{2\pi }} となるような組み合わせならどのような係数を用いて正規化してもよい（上の例のような非対称的な正規化は、純粋数学および工学のいずれの分野においても用いられる）。
- {\displaystyle \omega t} の代わりに  {\displaystyle 2\pi \nu t} を用いることも出来る（すなわち、角周波数ではなく周波数を用いることも出来る）。そのような場合、係数 {\displaystyle {1}/{\sqrt {2\pi }}} は完全に取り除かれる。
- 積分核として、cos+sin の代わりに cos−sin を用いることも出来る。

## フーリエ変換との関係
この変換は、積分核の選び方において従来のフーリエ変換 {\displaystyle F(\omega )={\mathcal {F}}\{f(t)\}(\omega )} とは異なるものである。フーリエ変換においては、指数関数核:
{\displaystyle \exp \left({-i\omega t}\right)=\cos(\omega t)-i\sin(\omega t)}
が用いられていた。ここで i は虚数単位である。
それら二つの変換は密接に関連している。特に、フーリエ変換は（正規化の系数として {\displaystyle 1/{\sqrt {2\pi }}} を用いる時）、
{\displaystyle F(\omega )={\frac {H(\omega )+H(-\omega )}{2}}-i{\frac {H(\omega )-H(-\omega )}{2}}}
によって、ハートレー変換から得ることが出来る。つまり、フーリエ変換の実部と虚部は、それぞれハートレー変換の偶部分（even part）と奇部分（odd part）によって与えられることになる。
逆に、実数値関数 f(t) に対して、ハートレー変換はフーリエ変換の実部と虚部を用いることで
{\displaystyle \{{\mathcal {H}}f\}=\Re \{{\mathcal {F}}f\}-\Im \{{\mathcal {F}}f\}=\Re \{{\mathcal {F}}f\cdot (1+i)\}}
として得られる。ここで {\displaystyle \Re } および {\displaystyle \Im } は複素フーリエ変換の実部と虚部をそれぞれ表す。

## 性質
ハートレー変換は実線形作用素であり、対称である（そしてエルミートである）。その対称性および自己反転性により、ハートレー変換はユニタリ作用素であることが分かる（実際、直交である）。
ハートレー変換について、重畳積分定理と類似な次のような議論がある。もし二つの関数 {\displaystyle x(t)} および {\displaystyle y(t)} にそれぞれハートレー変換 {\displaystyle X(\omega )} および {\displaystyle Y(\omega )} が存在するなら、それらの関数の畳み込み {\displaystyle z(t)=x*y} にも同様にハートレー変換が存在し、次のように与えられる:
{\displaystyle Z(\omega )=\{{\mathcal {H}}(x*y)\}={\sqrt {2\pi }}\left(X(\omega )\left[Y(\omega )+Y(-\omega )\right]+X(-\omega )\left[Y(\omega )-Y(-\omega )\right]\right)/2}
フーリエ変換と同様に、偶関数あるいは奇関数のハートレー変換はそれぞれ偶関数あるいは奇関数となる。

### 余弦正弦（cas）
余弦正弦（cas）関数の性質は、三角法およびその位相変換三角関数 {\displaystyle {\mbox{cas}}(t)={\sqrt {2}}\sin(t+\pi /4)} としての定義により従う。例えば、
{\displaystyle 2{\mbox{cas}}(a+b)={\mbox{cas}}(a){\mbox{cas}}(b)+{\mbox{cas}}(-a){\mbox{cas}}(b)+{\mbox{cas}}(a){\mbox{cas}}(-b)-{\mbox{cas}}(-a){\mbox{cas}}(-b)\,}
および
{\displaystyle {\mbox{cas}}(a+b)=\cos(a){\mbox{cas}}(b)+\sin(a){\mbox{cas}}(-b)=\cos(b){\mbox{cas}}(a)+\sin(b){\mbox{cas}}(-a)\,}
などが得られ、微分は
{\displaystyle {\mbox{cas}}'(a)={\frac {\mbox{d}}{{\mbox{d}}a}}{\mbox{cas}}(a)=\cos(a)-\sin(a)={\mbox{cas}}(-a)}
となる。